# The Sunday Times
The Sunday Times es un periódico de gran formato dominical distribuido en el Reino Unido y la República de Irlanda. Publicado por Times Newspapers Ltd, subsidiaria de News International, la cual también publica The Times, pero los dos periódicos fueron fundados independientemente y solo pertenecen a la misma compañía desde 1967. Rupert Murdoch adquirió News International en 1981 y por lo tanto controla ambos periódicos. Ese año, The Sunday Times publicó la lista de los más ricos, en un intento de incrementar las ventas.
Mientras su periódico hermano, The Times, tiene una circulación substancialmente menor que el periódico de más circulación del Reino Unido (The Daily Telegraph), The Sunday Times ocupa una posición dominante en el mercado dominical.
Es un periódico con ideología conservadora de la empresa News UK que a febrero de 2020 tiene una tirada de más de 600.000 ejemplares por edición.

## Historia

### Orígenes (1821-1966)
Se creó en 1821 bajo el nombre de The New Observer para competir con The Observer, pese a no guardar ninguna relación con el diario. Ocho meses después pasó a llamarse The Independent Observer hasta que en 1822 se renombró definitivamente como The Sunday Times.

### Times Newspapers Limited (1966-1981)
En 1785, John Walter l fundó Daily Universal Register que en 1788 se cambiaría a The Times. Fue el primer uso del nombre Times para un periódico y The Sunday Times existió paralelamente a este, de forma independiente, hasta que en 1966 ambos fueron comprados por Roy Thomson para formar Times Newspapers Limited.

#### Crisis
En 1978 se suspendió la publicación de ambos periódicos. El intento de Times Newspapers de imponer tecnología electrónica en la cadena de composición y diseño resultó extremadamente caro y a la vez originó grandes protestas entre los sindicatos, que continuamente interrumpían su publicación. Para mayo de 1978, la compañía había perdido millón y medio de libras, el equivalente de los beneficios del año anterior. El 30 de noviembre de ese mismo año dejarían de funcionar las rotativas.
Once meses después, The Sunday Times reapareció con una circulación de más de un millón y medio de ejemplares. Aunque en un primer momento no se contemplaba la venta de la editora,para octubre de 1980 las grandes pérdidas económicas y la falta de acuerdo entre la empresa y los sindicatos hicieron imposible que la familia Thomson siguiese al mando y procedieron a su liquidación.

### Rupert Murdoch (1981-)

#### Adquisición de Times Newspapers Limited
En enero de 1981, el gobierno de Margaret Thatcher concedió su autorización para que Rupert Murdoch comprase Times Newspapers, con la que el empresario australiano adquirió The Times y The Sunday Times. Gracias a esto, Murdoch disponía de una gran cuota de mercado, ya que recientemente se había hecho con News of The World y The Sun. Con la suma de las tiradas de todas estas publicaciones le pertenecía el 36 por ciento de la prensa dominical de Reino Unido, lo que supone alrededor de unos nueve millones y medio de ejemplares.

#### Cambios en la plantilla
A pesar del cambio de dueño, la plantilla semanal de The Sunday Times expresó su deseo se que la línea editorial no se viese afectada. Se estableció un acuerdo para confirmarlo pero ,aun así, un año después fue despedido el editor Harold Evans y el periódico comenzó a mostrar su parcialidad a favor del gobierno de Thatcher.
En 2013, el hasta entonces director del dominical John Witherow fue designado como responsable interino de The Times. El antiguo subdirector, Martin Ivens pasó a ocupar su puesto en la dirección, pese a que ninguna de las dos decisiones fuese aprobada por el comité de expertos de Times Newspapers.